# 和歌山県道118号高野橋本線
和歌山県道118号高野橋本線（わかやまけんどう118ごう こうやはしもとせん）は、和歌山県伊都郡高野町から橋本市に至る一般県道である。

## 概要
伊都郡高野町大字高野山から橋本市神野々に至る。途中伊都郡高野町と伊都郡九度山町の山奥に、分断区間がある。
国道370号との重複区間および紀の川周辺を除き、狭小区間が多い。金剛峯寺前から女人堂を過ぎると、南海鋼索線・南海高野線 極楽橋駅まで登山道（徒歩道）になる。女人堂 - 南海鋼索線・南海高野線 極楽橋駅間は京大坂道不動坂として2016年（平成28年）に高野参詣道の一つとして世界遺産に登録された。その先も南海高野線 高野下駅まで、高野下駅が高野山駅を名乗っていたころまで参詣道だった徒歩道が続く。
南海高野線 高野下駅から南海高野線 九度山駅までも山道が続き、紀の川を渡って、JR西日本和歌山線 紀伊山田駅前で終点となる。
なお、女人堂の先では、南海りんかんバスのバス専用道路が南海鋼索線 高野山駅まで続いているが、私道なので立ち入り禁止となっている。

### 路線データ
- 起点：伊都郡高野町大字高野山（千手院橋交差点、和歌山県道・奈良県道53号高野天川線交点）
- 終点：橋本市神野々（国道24号交点）
- 実延長：17.049 km[注釈 1]

## 路線状況

### 重複区間
- 国道370号（伊都郡九度山町大字椎出 - 伊都郡九度山町大字河根・赤瀬橋交差点）
- 国道370号・和歌山県道13号和歌山橋本線（橋本市学文路 - 橋本市学文路・学文路交差点）

### 道路施設

#### 橋梁
- 赤瀬橋（丹生川、伊都郡九度山町、国道370号重複区間内）
- 天神橋（奥谷川、橋本市）
- 岸上橋（紀の川、橋本市）

## 地理

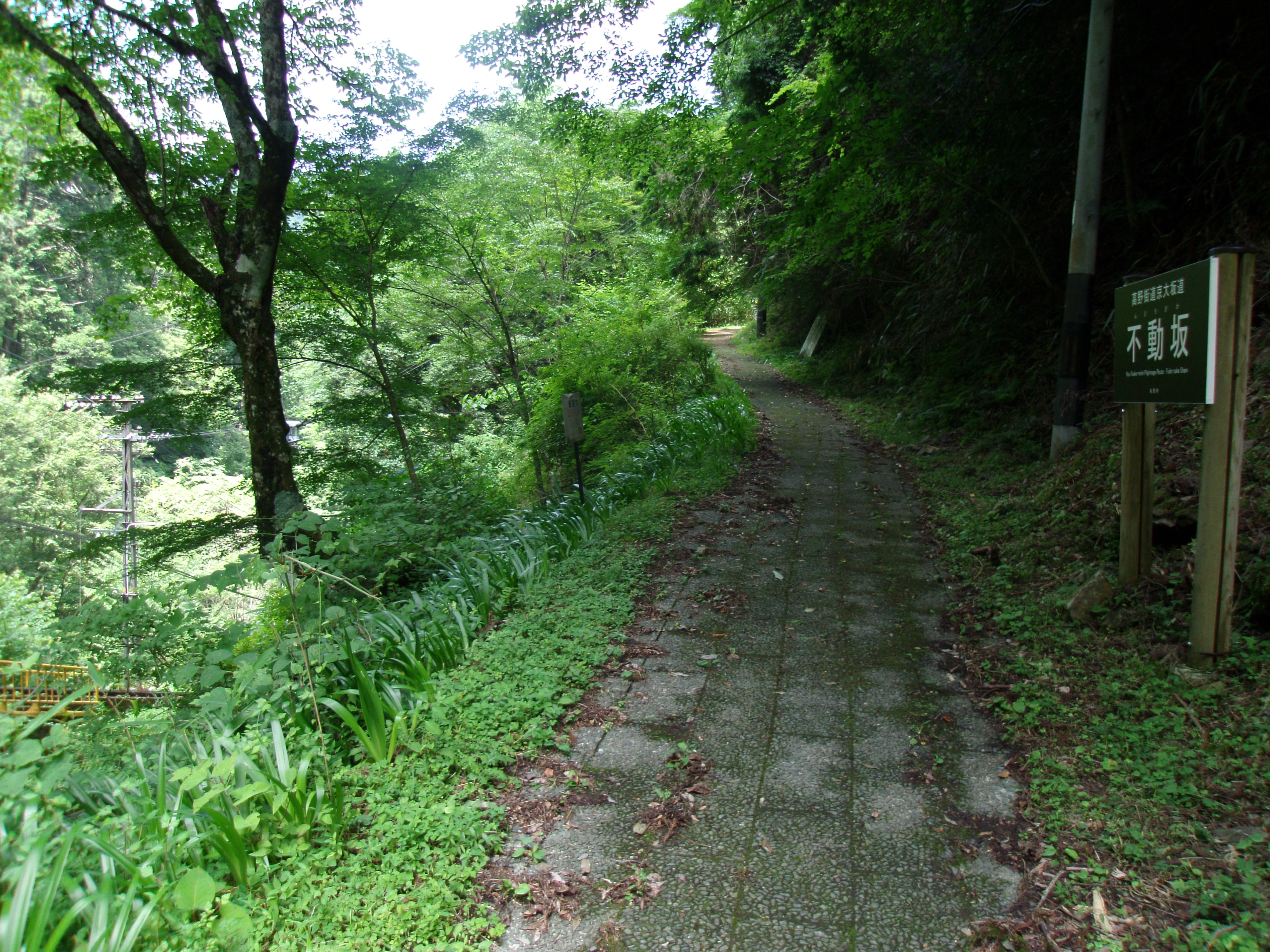
京大坂道不動坂新道

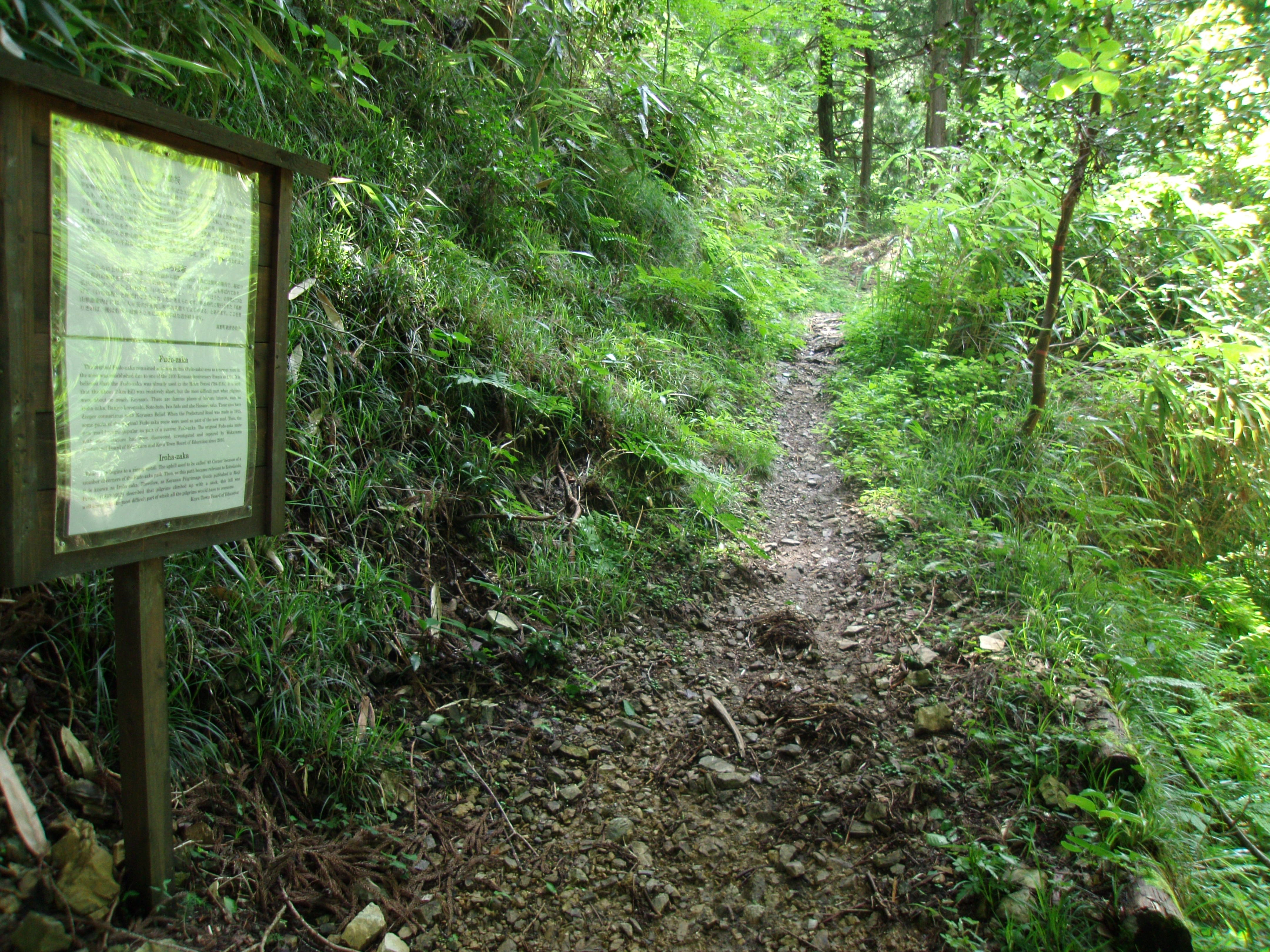
京大坂道不動坂旧道

### 通過する自治体
- 伊都郡高野町
- 伊都郡九度山町
- 橋本市

### 交差する道路
| 交差する道路                                                   | 市町村名 | 市町村名 | 交差する場所 | 交差する場所          |
| -------------------------------------------------------------- | -------- | -------- | ------------ | --------------------- |
| 和歌山県道・奈良県道53号高野天川線                             | 伊都郡   | 高野町   | 大字高野山   | 千手院橋交差点 / 起点 |
| 国道370号 重複区間起点                                         | 伊都郡   | 九度山町 | 大字椎出     |                       |
| 国道370号 重複区間終点                                         | 伊都郡   | 九度山町 | 大字河根     | 赤瀬橋交差点          |
| 和歌山県道102号宿九度山線                                      | 伊都郡   | 九度山町 | 大字河根     |                       |
| 紀ノ川左岸広域農道 / 紀の川フルーツライン                      | 橋本市   | 橋本市   | 学文路       |                       |
| 国道370号 重複区間起点 和歌山県道13号和歌山橋本線 重複区間起点 | 橋本市   | 橋本市   | 学文路       |                       |
| 国道370号 重複区間終点 和歌山県道13号和歌山橋本線 重複区間終点 | 橋本市   | 橋本市   | 学文路       | 学文路交差点          |
| 国道24号                                                       | 橋本市   | 橋本市   | 神野々       | 終点                  |

### 沿線
- 高野山大学
- 金剛峯寺
- 高野町役場
- 高野町立高野山小学校
- 高野町立高野山中学校
- 南海鋼索線・南海高野線 極楽橋駅
- 南海高野線
  - 紀伊神谷駅 - 高野下駅 - 学文路駅
- 九度山町立河根中学校
- 九度山町立河根小学校
- 河根郵便局
- 紀の川
- JR西日本和歌山線 紀伊山田駅
- 和歌山県立紀北工業高等学校